# Wallace & Gromit – Die Techno-Hose
Wallace & Gromit – Die Techno-Hose ist ein Knetanimationsfilm von Nick Park und seiner Firma Aardman Animations aus dem Jahr 1993. Er ist die zweite längere Produktion des Studios mit den beiden Figuren nach Wallace & Gromit – Alles Käse von 1989. Der Film wurde mit Stop-Motion-Technik erstellt, die Figuren bestehen aus Plastilin.

## Handlung
Der etwas exzentrische Erfinder Wallace und sein Hund Gromit leben in einem gemütlichen Haus in einer englischen Kleinstadt. An Gromits Geburtstag stellt sich mal wieder heraus, dass Herrchen Wallace kein gutes Gespür für seinen Gefährten hat: Er schenkt ihm nicht nur ausgerechnet ein brandneues Hundehalsband, sondern auch eine Techno-Hose. Dieses vollautomatisch programmierbare Metallgebilde birgt im Grunde nur Nutzen für Wallace, da er sich jetzt das Gassi-Gehen mit Gromit sparen kann. Allerdings kann man mithilfe der Saugfüße des Geräts auch an glatten Wänden hochgehen.
Derweil wollen eine Menge Rechnungen bezahlt werden, doch das Geld ist knapp. Wallace nimmt deshalb einen zwielichtigen Pinguin als Untermieter auf, der sich dreist in Gromits Zimmer einnistet. Gromit wird schnell misstrauisch, zumal sich der Pinguin etwas zu gewollt bei Wallace beliebt macht. Gromit durchsucht heimlich das Zimmer des schrägen Vogels und entdeckt seinen Plan: Er will mithilfe von Wallace und der Techno-Hose ein Museum ausrauben.
Doch Gromit kann den Raub nicht verhindern. Der Pinguin verfrachtet den schlafenden Wallace nachts in die Hose und demontiert die manuelle Steuerung. Wallace raubt nun, schlafend und ferngesteuert durch den Pinguin, im Museum einen wertvollen Diamanten. Zwar wird der Alarm des Gebäudes ausgelöst und Wallace wacht auf, er kann aber nichts tun. Erst wieder zuhause enthüllt ihm der Pinguin seine wahre Identität als notorischer Verbrecher und sperrt Wallace, immer noch in der demontierten Hose, in einen Schrank. Auch Gromit wird vom Pinguin dort festgesetzt.
Jetzt nutzt Gromit sein technisches Verständnis, um die Hose zu reaktivieren. Wallace und Gromit gelingt es, aus dem Schrank auszubrechen. In einer Verfolgungsjagd auf der Spielzeug-Eisenbahn von Wallace können sie den Pinguin schließlich stellen. 
Wallace und Gromit bekommen eine Belohnung für die Ergreifung des Pinguins, und der verbrecherische Vogel landet wieder hinter Gittern im Zoo. Die Hose, von den beiden Protagonisten auf den Müll geworfen, macht sich am Ende selbständig und wandert dem Sonnenuntergang entgegen.

## Auszeichnungen
Der Kurzfilm gewann 1994 sowohl den Oscar als bester animierter Kurzfilm als auch einen BAFTA Award. Daneben gewann er auf mehreren weiteren kleineren Filmfestivals Auszeichnungen.